# 디지몬 어드벤처의 등장인물 목록
《디지몬 어드벤처》의 등장하는 인물들에 대해서 설명한다.
극장판 디지몬 어드벤처와 우리들의 워게임의 등장인물을 포함한다.

## 선택받은 아이들
1999년 8월 1일 여름캠프에 참가한, 참가하려고 했던 여덟명의 소년, 소녀들.
4년 전에 발생한 세간에서「빛의 언덕 테러사건」으로 불리는 디지몬 사태의 목격자라는 공통점이 있다.
모두가 디지털월드에서「성스러운 디바이스」라 불리는「디지바이스」와 완전체 이후의 디지몬으로 진화시킬 수 있는 문장과 목걸이를 손에 넣게 된다. 이 아이들이 선택받은 것은「디지털월드의 안정을 바라는 자 (호메오스타시스라고 불린다)」의 결정이었다.

### 신태일
일본판 이름: 야가미 타이치(八神 太一)
목소리 연기: 후지사 토시코, 하나에 나츠키(Tri, 라스트 에볼루션 인연), 산페이 유우코(:) / 정미숙, 김명준(라스트 에볼루션 인연) / 조슈아 세스
이 이야기의 주인공으로, 여의초등학교 5학년으로 1988년. 11살. 트라이에서는 17살. 파트너 디지몬은 아구몬으로 용기의 문장의 소유자. 이미지는 태양.
언제나 활발하고 기운이 넘치는 전형적인 열혈계 주인공 타입. 다만 당시에 유행하던 열혈이지만 바보인 주인공은 아니었다. 태일은 상황에 대한 판단이나 리더십이 뛰어났다. 당시에 유행하던 열혈바보 속성 중 열혈 속성을 신태일이 가져갔고, 나머지 바보 속성을 아구몬이 가져간 것. 열혈도 성격에서 그칠 뿐이지, 판단할 때가 되면 나름 냉정하게 판단해서 팀을 이끄는 리더.
말보다는 행동이 앞서는 타입으로 자기 주장이 강하고 리더십이 있어 선택받은 아이들의 실질적인 리더 역할을 수행하고 있다. 한솔이 나아가야 할 방향과 방법을 찾는 역할이라면, 그는 모두를 이끌며 앞장서는 역할. 자존심과 프라이드가 강한 매튜에 못지 않게 신태일도 자존심과 프라이드에서는 둘째가라면 서러울 사람이다. 때문에 서로의 진로와 가치관을 두고 사사건건 대립해 왔으며, 심지어는 서로에게 무차별적으로 폭력을 휘두르며 몸싸움을 벌인 적이 한둘이 아니다. 대부분 매튜가 비아냥 거리다가 말이 안 통한다 싶으면 그에게 주먹을 날리는 패턴. 후속작인 02에서는 좀 잠잠해지나 싶더니, tri.에서 또 멱살 잡고 싸운다.
운동신경은 발군. 학교에서는 한소라와 함께 축구부의 일원이고 에이스 스트라이커로 활약한다. 고래몬의 위장에 검은 톱니바퀴가 박혔을 때는 높은 곳을 팔몬의 줄기를 타고 어른도 힘들 난이도에서 쉽게 올라갔다. 게다가 바퀴가 사라져 높은 곳에서 떨어지자 그대로 재주넘기를 해서 완벽하게 착지했다. 반사신경도 좋아서 쿠와가몬의 공격을 여러 번 피할 수 있었고 트라이에서 매튜가 휘두르는 주먹도 손쉽게 피했다.[8]
가족으로는 부모님과 여동생 신나리가 있다. 8번째 선택받은 아이이기도 한 동생 나리와는 사이가 상당히 좋다. 서로 챙겨주거나 의지도 많이 하는 편.
도쿄도 미나토구 오다이바에 거주중이다.

### 매튜
일본판 이름: 이시다 야마토(石田ヤマト)
목소리 연기: 카자마 유우토, 호소야 요시마사(Tri, 라스트 에볼루션 인연), 나미카와 다이스케(:) / 손정아, 한신(라스트 에볼루션 인연), 이상준(:) / 마이클 라이스
이 이야기의 제2의 주인공으로, 여의초등학교 5학년으로 1988년 3월 10일. 11살. 트라이에서는 17살. 파트너 디지몬은 파피몬으로 우정의 문장의 소유자. 이미지는 달.
어머니가 프랑스쪽의 혼혈(하프)로 그때문에 매튜는 쿼터혼혈이다.
부모님이 어렸을 적에 이혼을 했으며, 그때 엄마와 리키와는 떨어져서 살게되었고, 아버지와 단둘이서 살고있다. 그때문에 남자 초등학생치고 요리를 잘한다. 현실세계에서 들고 온 것은 하모니카뿐. 틈틈이 하모니카로 블루스 하프를 불곤한다.
침착하고 냉정한 성격때문에 불도저처럼 밀어붙이는 태일과 자주 부딪히곤 한다.
태일이와 마찬가지로 동생인 리키를 자신이 돌봐줘야만 한다는 생각에 과보호하는 경향이 있다. 디지털 월드에서 생활을 하면서 점점 어른스러워지는 리키를 보며 소외감을 느끼고 리키가 태일이를 자신보다 더 따른다는 생각에 어둠에 사로잡히고 만다.
매튜는 선택 받은 아이들 중 유일하게 동료와 자신의 의지로 싸우는 캐릭터이다. 피노키몬 에피소드에서 쥬레이몬의 계락에 의해 신태일과 싸우고 메탈가루몬을 워그레이몬과 싸우게 한다.
tri.에서는 가브몬들도 악역으로 보도되는 것에 분노를 느끼지만, 일부 사실로 인정한 태일과 다시 한번 부딪치게 된다.

### 정석
일본판 이름: 키도 죠(城戶丈)
목소리 연기: 키쿠치 마사미, 이케다 쥰야(Tri, 라스트 에볼루션 인연), 쿠사오 타케시(:) / 유지영, 고성일(크로스워즈), 권성혁(라스트 에볼루션 인연), 김훤(:)
여의초등학교 6학년으로 멤버 중 최연령자. 1987년 1월 18일. 12살. 트라이에서는 18살. 파트너 디지몬은 쉬라몬으로 성실의 문장의 소유자. 이미지는 바다.
자신이 연장자 이기 때문에 뭐든 해야만한다는 강박관념에 실수하는 일이 많다.
마른 몸매의 공부벌레 타입으로 융통성이 없고 우유부단한 점이 있다. 디지털 월드에 온지 얼마 되지 않았을 때에는 자기 멋대로 하는 모습도 보였지만 여행을 통해 자신이 연장자라는 점을 자각하고 넓은 시야를 가지게 되면서 훌륭한 보호자 역할을 수행하게 된다. 현실세계에서 가져온 물건은 캠프용 비상식량.
부모님이 의사이기 때문에 자신도 의사가 되어야만 한다고 생각해 공부해왔지만, 디지털 월드의 모험을 통해 스스로 의사가 되겠다고 결심한다.
일본에서 개봉한 첫 번째 극장판과 비교해서 TV판의 성우가 바뀌었다.

## 파트너 디지몬
선택받은 아이들에게 찾아온 8마리의 디지몬들. 디지몬 어드벤처라는 작품에서 디지몬이란 아이들과의 특별한 인연을 가진 디지몬들로 인간이 가진 특별한 마음의 힘으로 진화할 수가 있다. 디지바이스, 문장, 목걸이는 인간이 가진 마음의 힘을 증폭시켜서 친구 디지몬을 더 높은 단계로 진화시키게 해준다. 설정상 성별은 없지만, 아이들의 성별에 맞춘 성격을 갖고 있어서 나름대로의 성별을 갖고 있다. 이후 진화를 하면 어린아이같던 성격에서 점점 어른스러운 성격을 보여주며, 목소리또한 변화한다.
성숙기로 진화시에는「진화」, 완전체로 진화시에는「초진화」, 궁극체로 진화할 때는「궁극진화」라고 외친다. 성숙기 진화나 궁극체 진화때에는 선택받은 아이들이 가진 문장과 같은 색의 빛을 받아 진화하며, 가트몬을 제외하고는 모두 완전체 진화 이후 퇴화시에는 성장기로 돌아간다.

### 가브몬
목소리 연기: 야마구치 마유미 / 유지영, 한채언(투니버스), 오인실(라스트 에볼루션 인연), 차영희(:) / 커크 손턴
매튜의 친구 디지몬. 친구들에게 너무 들이대는 면이 있지만 사실은 무척이나 부끄럼을 잘타며 남을 생각해주는 타입.
매튜가 연주하는 하모니카 소리를 가장 좋아하며, 매튜와 마찬가지로 리키를 무척이나 챙겨준다.
포유류처럼 생겼지만, 사실은 그의 진화형인 가루루몬의 가죽을 쓴 형태인 파충류이다. 그래서 덮고 있는 모피를 벗으면 파충류의 모습이 나오지만, 애니메이션에서 등장한 적은 없다.
필살기는 파란 불꽃(쁘띠 파이어)다.
진화：푸니몬→뿔몬→가브몬→가루루몬→워가루루몬→메탈가루루몬

### 피요몬
목소리 연기: 시게마쓰 아토리 / 배정미, 배진홍(라스트 에볼루션 인연), 김도희(:)  / 티퍼니 크리스턴
한소라의 친구 디지몬. 소라를 가장 좋아해서 언제나 어리광만 부리지만, 위급할 때는 용감하게 맞서 싸운다.
하늘을 날 수는 있지만, 재빠르게 날아다니지 못하는 게 고민이다.
필살기는 빙빙 회오리(매지컬 파이어)다.
진화：새싹몬→피요몬→버드라몬→가루다몬→피닉스몬

### 팔몬
목소리 연기: 야마다 키노코 / 손정아, 기경옥(라스트 에볼루션 인연), 박시윤(:) / 애나 가두노
이미나의 친구 디지몬.
자신의 감정을 숨기지 않고 표현해서 어린아이 같지만, 미나의 제멋대로 성격에는 자신도 속을 썩는다.
미나가 부모님에게 팔몬을 보여드리기 싫다고 했을 때 충격을 받았지만, 릴리몬으로 진화하고서 갈등이 풀렸다.
필살기는 독줄기 공격(포이즌 아이비)다.
진화：유라몬→시드몬→팔몬→니드몬→릴리몬→로제몬

### 쉬라몬
목소리 연기: 타케우치 쥰코 / 차명화, 김은아(크로스워즈) / R. 마이클 클라인
석이의 친구 디지몬. 개구쟁이같은 성격이라 언제나 우등생의 모습을 보이는 석과는 잘 맞지 않았지만, 나름대로 사이는 좋다. 원뿔몬으로 진화했을 때에는 수상이동 수단으로 쓰여진다. 1화에서 디지몬 파트너들은 전부 다 필살기를 쓰는데에 반면 쉬라몬 혼자 다리 걸기 시전을 하거나 준 다크 마스터즈 중의 하나이자 마지막인 피에몬에게 성장기로 맞서는 대담한 모습을 보여준다.
필살기는 물고기 행진(마칭 피쉬스)다.
진화：피치몬→둥실몬→쉬라몬→원뿔몬→쥬드몬→바이킹몬

## 선택받은 아이들의 가족
야가미 스스무(태일과 나리의 아버지)
목소리 연기: 이시마루 히로야 (극장판 제1기), 치바 스스무 / 전인배, 정명준(투니버스)
제31,35, 36, 38, 39, 48, 53, 최종화(54)에 등장
야가미 유코(태일과 나리의 어머니)
목소리 연기: 사카키바라 요시코 (극장판 제1기), 미즈타니 유코 / 안경진, 여민정(투니버스), 이세레나(:)
제31, 32, 34~36, 38, 39, 48, 53, 최종화(54)에 등장
이시다 히로아키(매튜와 리키의 아버지)
목소리 연기: 히라타 히로아키 / 홍시호
제35~39, 53, 최종화(54)에 등장
타카이시 나츠코(매튜와 리키의 어머니)
목소리 연기: 사카모토 치카 / 차명화
제35, 36, 39, 53, 최종화(54)에 등장
키누(매튜와 리키의 할머니)
목소리 연기: 키쿠치 마사미
극장판 제2기에 등장
타케노우치 요시코(한소라의 어머니)
목소리 연기: 후지타 토시코 / 유지영
제26, 35, 36, 38, 39, 53, 최종화(54), 극장판 제2기에 등장
이즈미 마사미(한솔의 아버지)
목소리 연기: 키쿠치 마사미 / 유동균
제5, 31, 36, 38, 39, 53, 최종화(54)에 등장
이즈미 요시에 (한솔의 어머니)
목소리 연기: 아라키 카에, 미즈타니 유코(첫 등장시) / 정미숙
제5,31, 36, 38, 39, 53, 최종화(54)에 등장
타치카와 케이스케(미나의 아버지)
목소리 연기: 사쿠라이 타카히로 / 유동균, 박준형(:)
제35, 36, 38, 39, 53, 최종화(54), 극장판 2기에 등장
타치카와 사토에(미나의 어머니)
목소리 연기: 토쿠미츠 유카 / 배정미, 신나리(:)
제35, 38, 39, 53, 최종화(54), 극장판 2기에 등장
키도 신(정열)
목소리 연기: 키쿠치 마사미 / 유동균, 박준원(:)
제38, 39, 46, 53, 최종화(54)에 등장하며 정석의 큰형.

## 아이들의 협력자
흰수염 도사 (겐나이)
목소리 연기: 야나미 조지, 히라타 히로아키 / 온영삼(KBS), 시영준(투니버스), 이민규(라스트 에볼루션 인연)
작품의 전반적인 부분에 등장하여 아이들을 도와주었던 수수께끼의 노인. 디지몬은 아니며 그의 정체는 호메오스타시스를 섬기는 자율 에이전트의 생존자이다.
원래는 청년의 모습을 하고 있지만, 피에몬과의 싸움에서 검은 물질이 체내에 주입되는 바람에 노인의 모습을 하게 되었다.
소설에 따르면 노인의 모습을 하게 된 것은 피에몬이 자신의 몸에 집어넣은 검은 물질의 영향을 억제시키기 위해였다고.
호메오스타시스
목소리 연기: 아라키 카에 / 은영선
디지털 월드의 안정을 바라는 자. 제45화에 신나리의 몸을 빌려 등장했다.
태일처럼 8명의 아이들을 선택했으며, 디지몬처럼 데이터로 이루어져 있지만 자신의 육체를 갖고 있지 않다. 그때문에 흰수염 도사를 비롯한 여러명의 자율 에이전트를 만들어 냈다.
그의 정체는 디지털 월드의 세큐리티 시스템. 디지털 월드의 안정과 번영을 위해 빛과 어둠의 밸런스를 감독하고 있다. 극중에서는 그의 이름이 전혀 등장하지 않지만, 소설판에서 "호메오스타시스"라는 이름이 등장한다.
극장판에서 신나리가 깜몬을 빠른 속도로 그레이몬으로 시킨 점에 주목해, 급속히 커져가는 디지털 월드의 어둠에 대항하기 위해 나리가 가진 자질과 공통된 자질을 가진 아이들을 찾아 "선택받은 아이"로 선택해 디지털 월드로 불러들였다.
레오몬
고래몬

## 적 캐릭터
데블몬(데비몬)
목소리 연기: 故 시오자와 카네토, 오키아유 료타로(게임판) / 故 김관진, 서정익(:)
파일섬을 지배하는 타락천사형 디지몬으로 검은 톱니바퀴를 만들어 착한 디지몬들을 마음대로 조종하고 디지몬 세계를 지배하려고 한 장본인. 레오몬을 조종하여 부하로 만들지만 선택 받은 아이들을 제거하는데 실패하자 전 세계의 검은 톱니바퀴를 흡수해 몸이 거대해져서 선택 받은 아이들을 압도하지만 엔젤몬의 공격을 받고 소멸한다.
에테몬 → 메탈에테몬
목소리 연기: 마스타니 야스노리 / 강수진
서버대륙의 첫 완전체 적으로 처음 등장한 완전체 디지몬. 항상 마이크를 들고 다니며 허리에 퍼펫몬 곰인형을 지니고 있는 원숭이 모습의 디지몬. 메탈그레이몬의 공격을 받고 차원의 공간으로 빨려들어가게 되고 복수의 날을 기다리다가 메탈에테몬으로 진화하게 된다. 이후 피노키몬과 대결을 하거나 쥬드몬과 릴리몬 그리고 샤벨레오몬에 의해 소멸한다.
묘티스몬(반데몬) → 베놈묘티스몬(베놈반데몬)
목소리 연기: 오오토모 류자부로 / 성완경
서버대륙과 현실세계의 적 디지몬. 엔제우몬의 공격에 의해 당하지만 베놈묘티데몬으로 진화하게 된다. 부하로는 피코데블몬, 가트몬은 물론이고 맘몬이나 연체몬, 레어몬, 메가시드라몬 같은 덩치가 큰 부하들이 많다.

### 다크마스터즈
메탈시드라몬
목소리 연기: 카자마 유우토 / 전인배
다크마스터즈의 중의 하나로, 딥 세이버즈의 지배자. 얼티밋 스트림으로 고래몬을 공격하자 신태일의 분노로 인해 워그레이몬의 공격을 받고 소멸한다.
피노키몬
목소리 연기: 코치쿠라 에츠코 / 은영선
다크마스터즈 중의 윈드 가디언즈의 지배자. 나중에 메탈가루루몬에 의해 공격을 받고 소멸한다.
파워드라몬(무겐드라몬)
목소리 연기: 에가와 히사오 / 故 김관진
다크마스터즈의 중의 하나로, 메탈 엠파이어의 지배자. 누메몬들을 살해하자, 신나리가 눈물을 흘리며 쓰리지고 워그레이몬의 공격을 받고 소멸한다.
피에몬
목소리 연기: 故 오오츠카 치카오 / 성완경
다크마스터즈의 중의 하나로, 나이트메어 솔져스의 지배자. 마지막에는 워그레이몬과 메탈가루루몬의 공격을 받고 홀리엔제몬의 헤븐즈 게이트에 들어가 소멸한다.
아포카리몬
목소리 연기: 故 오오츠카 치카오 / 유동균
다크마스터즈를 모두 쓰러트린 아이들 앞에 나타난 최후의 암흑 디지몬으로, 지금까지 나타난 디지몬의 기술을 사용하는 디지몬.

## 그 외의 등장인물
해설자
목소리 연기: 히라타 히로아키 / 홍시호
디지몬 어드벤처의 이야기를 읽고 해설해주는 모습은 나오지 않는 또 한 명의 등장인물. 디지몬의 데이터에서부터 이전 줄거리, 다음 이야기를 차분하게, 혹은 힘있게 설명해준다.
나비(미코) (태일과 나리의 반려묘)
목소리 연기: 토우마 유미
이전에 선택받았던 아이들
지금의 아이들이 선택받기 전인 1995년~1999년 사이에 디지털 월드를 지켜냈던 다른 선택받은 아이들. 언급만 될 뿐, 등장하지는 않는다
디지털 월드에 왔었던 이전에 선택받은 아이들은 실루엣에서는 5명으로 나오지만, 그 사이에 디지털 월드에 어떤 위기가 닥쳤고, 몇명의 아이들이 선택받았는지는 명확하지 않다.
피콜몬(핏코로몬)
목소리 연기: 타노나카 이사무, 미츠야 유지(게임판) / 은영선
작은 요정의 모습을 한 완전체 디지몬. 곤경에 빠진 아이들을 도와주고 많은 조언을 해준 디지몬. 스컬 그레이몬이 된 아구몬과 아구몬을 잘 못 진화시켰다는 죄책감에 휩싸인 태일이를 감싸주고, 그것을 막기위한 수련도 하게 해준다. 이후 베놈묘티스몬과 싸우고 디지몬 세계에 돌아온 선택받은 아이들을 뒤쫓아오는 다크 마스터즈로부터 구해내고 홀로 맞서 싸우다 전사당하고 만다.
왕개굴몬
다미아노(ダミアーノ)
목소리 연기: 긴가 반죠, 쿠스기노 타이텐(게임판) / 송두석 / 존 스웨시